# Olympische Sommerspiele 1952/Radsport – Mannschaftswertung Straße (Männer)
Das Mannschaftswertung im Straßenradsport bei den Olympischen Spielen 1952 in Helsinki wurden die Zeiten des Straßenrennens der jeweils vier besten Athleten einer Nation als Ergebnisse gewertet.

## Ergebnisse
| Rang | Nation                | Athleten                                                                             | Zeit         |
| ---- | --------------------- | ------------------------------------------------------------------------------------ | ------------ |
| 1    | Belgien               | André Noyelle Robert Grondelaers Lucien Victor Rik Van Looy (–)                      | 15:20:46,6 h |
| 2    | Italien               | Dino Bruni Vincenzo Zucconelli Gianni Ghidini Bruno Monti                            | 15:33:27,3 h |
| 3    | Frankreich            | Jacques Anquetil Alfred Tonello Claude Rouer Roland Bezamat (–)                      | 15:38:58,1 h |
| 4    | Schweden              | Yngve Lundh Stig Mårtensson Allan Carlsson Lars Nordwall (–)                         | 15:41:34,3 h |
| 5    | BR Deutschland        | Edi Ziegler Oscar Zeissner Paul Maue Walter Becker (–)                               | 15:43:50,5 h |
| 6    | Dänemark              | Hans Andresen Jørgen Frank Rasmussen Wedell Østergaard Helge Hansen (–)              | 15:48:02,0 h |
| 7    | Luxemburg             | André Moes Roger Ludwig Nicolas Morn Jean Schmit (–)                                 | 15:49:04,0 h |
| 8    | Niederlande           | Arend Van ’t Hof Jan Plantaz Adri Voorting Jules Maenen (–)                          | 15:52:22,7 h |
| 9    | Schweiz               | Rolf Graf Josef Schraner Fausto Lurati Kobi Scherer (–)                              | 15:52:49,4 h |
| 10   | Norwegen              | Odd Berg Erling Kristiansen Lorang Christiansen                                      | 15:55:01,7 h |
| 11   | Großbritannien        | Desmond Robinson Brian Robinson Graham Vines Les Ingman (–)                          | 15:58:51,0 h |
| 12   | Rumänien              | Constantin Stănescu Marin Niculescu Victor Georgescu Petre Nuță (–)                  | 16:08:03,0 h |
| 13   | Uruguay               | Virgílio Pereyra Luis Ángel de los Santos Hugo Machado Julio Sobrera (–)             | 16:08:41,4 h |
|      | Australien            | Peter Pryor Jim Nevin Ken Caves (–) Peter Nelson (–)                                 | DNF          |
|      | Bulgarien             | Petar Georgiew Bojan Kozew (–) Ilija Weltschew (–) Miltscho Russew (–)               | DNF          |
|      | Chile                 | Hernán Masanés (–) Héctor Droguett (–) Héctor Mellado (–) Hugo Miranda (–)           | DNF          |
|      | Finnland              | Raino Armas Koskenkorva Paul Backman (–) Paul Nyman (–) Ruben Forsblom (–)           | DNF          |
|      | Indien                | Raj Kumar Mehra (–) Netai Bysack (–) Pradip Bode (–) Suprovat Chakravarty (–)        | DNF          |
|      | Japan                 | Kihei Tomioka (–) Masazumi Tajima (–) Tadashi Katō (–) Tamotsu Chikanari (–)         | DNF          |
|      | Mexiko                | Ángel Romero Llamas Francisco Lozano (–) Julio Cepeda (–) Ricardo García Peralta (–) | DNF          |
|      | Österreich            | Walter Bortel (–) Franz Wimmer (–) Arthur Mannsbarth (–)                             | DNF          |
|      | Sowjetunion           | Jewgeni Klewzow Anatoli Kolessow (–) Nikolai Bobarenko (–) Wladimir Krjutschkow (–)  | DNF          |
|      | Südafrikanische Union | George Estman (–) Alfred Swift (–) Robert Fowler (–)                                 | DNF          |
|      | Südkorea              | Gwon Ik-hyeon (–) Im Sang-jo (–) Kim Ho-sun (–)                                      | DNF          |
|      | Tschechoslowakei      | Jan Veselý (–) Karel Nesl (–) Milan Perič (–) Stanislav Svoboda (–)                  | DNF          |
|      | Ungarn                | István Lang (–) István Schillerwein (–) Lajos Látó (–)                               | DNF          |
|      | Vereinigte Staaten    | Donald Sheldon Thomas Charles O’Rourke David Rhoads (–) Ronald Rhoads (–)            | DNF          |
|      | Vietnam               | Lưu Quần Châu Phươc Vình (–) Nguyễn Đức Hiền (–) Lê Văn Phươc (–)                    | DNF          |